# Kenneth Anderson (scrittore)
Kenneth Anderson (Bollaram, 8 marzo 1910 – Bangalore, 30 agosto 1974) è stato uno scrittore indiano di origini scozzesi, noto per le sue battute di caccia grossa nel Meridione del subcontinente. A partire dagli anni cinquanta del XX secolo, pubblicò diversi libri descriventi la sua caccia a tigri, leopardi  e mangiatori-di-uomini e ad un orso labiato particolarmente aggressivo, l'Orso labiato di Mysore: Nine Maneaters And One Rogue (1954), Man Eaters and Jungle Killers (1957) e altri..

## Biografia
Kenneth Anderson apparteneva alla sesta generazione di una famiglia originaria della Scozia trasferitasi nell'India britannica. Il padre, Douglas Stewart Anderson, era sovrintendente F.C.M.A. a Pune, nel Maharashtra e viveva dello stipendio garantitogli dal suo titolo onorifico di capitano dell'esercito britannico. Cacciatore dilettante di uccelli acquatici e, comunque, non praticante la caccia grossa, Douglas Stewart fu ciò non di meno l'esempio che spinse il figlio Kenneth ad intraprendere la carriera di cacciatore professionista.
Kenneth Anderson si formò scolasticamente presso il centro di Bangalore, inizialmente alla Bishop Cotton Boys' School e poi al St. Joseph's College. Proprietario di circa 200 acri di terra tra Karnataka, Hyderabad e Tamil Nadu (almeno stando a quanto da lui stesso riportato nei libri di cui fu autore), lavorò presso la British Aircraft Factory di Bangalore come Factory Manager for Planning.
Dal matrimonio con (...) ebbe una figlia, June (nata nel 1930 ed ora residente in Australia), ed un figlio, Donald Anderson (nato nel 1937 ed ora residente in Bangalore).

## Pubblicazioni
- Nine Maneaters And One Rogue (1954)
- Man Eaters and Jungle Killers (1957)
- The Black Panther of Sivanipalli and Other Adventures of the Indian Jungle (1959)
- The Call of the Man Eater (1961)
- This is the Jungle (1964)
- The Tiger Roars (1967)
- Tales from the Indian Jungle (1970)
- Jungles Long Ago (1976 - postumo)
- Jungles Tales for Children